# Пиньятелли, Франческо Мария
Франче́ско Мари́я Пиньяте́лли (лат. Franciscus Maria Pignatelli, итал. Francesco Maria Pignatelli; 19 февраля 1744, Розарно, Неаполитанское королевство — 14 августа 1815, Рим, Папская область), или Франче́ско Мари́я Пиньяте́лли, младший (лат. Franciscus Maria Pignatelli, iuniore) — итальянский кардинал и церковный сановник Папской области, кардинал-священник Санта-Мария-дель-Пополо и Санта-Мария-ин-Трастевере, кардинал-протектор коллегии Капраника, протектор монашеских орденов и церковных организаций мирян.
Выступал против политики Наполеона Бонапарта в отношении папского государства. Неоднократно подвергался арестам и заключению. Является одним из тринадцати «чёрных кардиналов» отказавшихся присутствовать на церемонии бракосочетания императора Наполеона I и эрцгерцогини Марии Луизы Австрийской. Примирился с папой Пием VII лишь после денонсации конкордата 1813 года, заключённого ранее с Первой империей.

## Биография

### Ранние годы
Франческо Мария Пиньятелли родился в Розарно 19 февраля 1744 года. Он был вторым ребёнком из девяти детей в семье Фабрицио III Пиньятелли (24.02.1718 — 28.09.1763), 8-го князя Нойи, 10-го герцога Монтелеоне, и Констанции Медичи (2.01.1717 — 20.02.1799), дочери Джузеппе Медичи, 4-го князя Оттайано, 2-го герцога Сарно, и Анны Каэтани. У него было два брата и шесть сестёр, пять из которых стали монахинями. Пиньятелли входили в число самых влиятельных аристократических родов Неаполитанского королевства. К этому роду принадлежали папа Иннокентий XII и кардинал Франческо Пиньятелли, старший.
Начальное образование Франческо Мария Пиньятелли получил на дому. Его учителями были монахи доминиканцы и капуцины. Продолжил обучение в Риме, поступив в 1758 году в Клементинскую коллегию, которой руководили сомаскианцы. Завершил образование 21 октября 1765 года, получив докторскую степень в области права в римском университете Сапиенца.

### Прелат
Начал церковную карьеру в папской курии в чине апостольского протонотария. 28 ноября 1765 был назначен референдарием Верховного трибунала апостольской сигнатуры юстиции и милости. С 19 января 1767 по 30 июня 1772 года был вице-легатом в Ферраре. Уже в январе 1772 года его назначили докладчиком Святого Престола. 14 февраля 1785 года возглавил Апостольскую Палату. Он занимал этот пост до возведения в сан кардинала.
В марте 1786 года был возведён в архидиаконы Жироны. Как глава Апостольской Палаты, выехал в Витербо навстречу неаполитанскому королю Фердинандо IV и его супруги Марии Каролины, чтобы сопроводить их к папе.

### Кардинал
На консистории 21 февраля 1794 года Франческо Мария Пиньятелли был возведён в сан кардинала. Кардинальскую шляпу от папы Пия VI он получил 27 февраля 1794 года, а 12 сентября того же года ему был присвоен титул кардинала-священника Санта-Мария-дель-Пополо.
Кардинал Франческо Мария Пиньятелли входил в состав Священной Конгрегации Церковного иммунитета, Священной Конгрегации обрядов и Священной Конгрегации Совета. Он был апостольским визитатором архигоспиталя святого Иоанна в Риме, называемого также Святая Святых, проректором Конгрегации дворян под титулом Рождества Девы Марии в Нарни, протектором братства Усечения главы святого Иоанна Крестителя при церкви Сан-Джованни-Деколлато в Орте, братства Святых Даров и Имени Божьего при церкви Сан-Челсо-э-Джулиано в Банки, братства Святых Даров при церкви Сан-Никколо в Карчере, братств под таким же титулом в Орте, Толентино, Монте-Брандоне-ин-Марке, а также проректором Досточтимого братства при церкви Сан-Никкола в Монте-Брандоне и братства Священных Стигматов святого Франциска Мачерате.
1 июня 1795 года кардинал был назначен легатом в Ферраре. Когда в следующем году армия под командованием Наполеона Бонапарта без боя оккупировала город, 23 июня он был арестован и некоторое время провёл в заключении, как военнопленный. После освобождения прибыл в Рим, откуда переехал в Неаполь. Наполеон Бонапарт потребовал его обратно в качестве заложника и приказал доставить его в Милан. Папа Пий VI попросил кардинала сдаться. Он был освобождён только после подписания Толентинского договора.
Кардинал Франческо Мария Пиньятелли был участником конклава 1799 — 1800 годов в Венеции, на котором был избран папа Пий VII. После конклава вернулся в Рим, который к тому времени заняли войска Неаполитанского королевства.
2 апреля 1800 года он сменил свой прежний титул на титул кардинала-священника Санта-Мария-ин-Трастевере. В том же году стал протектором августинцев, а в следующем году префектом Священной Конгрегации дисциплины монашествующих. Кардинал был апостольским визитатором госпиталя Святейшего Спасителя, апостольским визитатором и проректором коллегии Капраника  в Риме, церкви и больницы Санта-Мария-ди-Лорето-де-Форнари в Риме и монастыря святой Марии Египетской в Витербо.
Отправляясь в Париж на коронацию императора Наполеона I, папа Пий VII передал кардиналу документ о своей отставке в случае насильственного удержания во Франции. 10 декабря 1809 года кардинал Франческо Мария Пиньятелли был арестован французской оккупационной администрацией и выслан во Францию, уже после задержания понтифика. Он стал одним из тринадцати «чёрных кардиналов», отказавшихся присутствовать на церемонии бракосочетания императора Наполеона I и эрцгерцогини Марии Луизы Австрийской 12 апреля 1810 года. «Чёрными» их стали называть из-за запрета носить кардинальское облачение, который последовал сразу после отказа присутствовать на свадьбе императора. Бонапарт приказал арестовать его и заключить в крепость Ретель, вместе с кардиналом Алессандро Маттеи. Хотя кардинал был освобождён после подписания конкордата в Фонтенбло 25 января 1813 года, в котором Пий VII согласился с аннексией папского государства, он ушёл в оппозицию понтифику и вернулся в лагерь его сторонников только после денонсации конкордата 24 марта 1813 года.

### Обстоятельства смерти
Из-за плохого состояния здоровья, после освобождения кардинал Франческо Мария Пиньятелли остался в Париже, в то время, как другие освобождённые кардиналы были высланы из Франции 27 января 1814 года. Он смог вернуться в Рим спустя несколько месяцев.
Кардинал Франческо Мария Пиньятелли умер 14 августа 1815 года во дворце Сан-Лоренцо-ай-Монти в Риме. Панихида, в присутствии папы Пия VII и Священной Коллегии кардиналов, прошла в церкви Санта-Мария-ин-Валичелла в Риме. Заупокойную мессу возглавил кардинал Пьерфранческо Галлеффи, камерленго Священной Коллегии кардиналов. Затем кардинал Франческо Мария Пиньятелли был похоронен в церкви Санта-Мария-ин-Трастевере, титул которой он носил, как кардинал-пресвитер. Завещал свою библиотеку коллегии Капраника, протектором которой он был до своего ареста и высылки во Францию.